# Nizhnevedeneyevski
Nizhnevedeneyevski (del ruso: Нижневеденеевский) es un jútor del raión de Beloréchensk del krai de Krasnodar, en Rusia. Se sitúa en la orilla derecha del río Pshish, afluente del río Kubán, 21 km al noroeste de Beloréchensk y 53 km al sureste de Krasnodar, la capital del krai. Tenía 275 habitantes en 2011.
Pertenece al municipio Bzhedújovskoye.